# Cislago
Cislago är en ort och kommun i provinsen Varese i regionen Lombardiet i Italien. Kommunen hade 10 412 invånare (2018).